# Ramularia rollandii
Ramularia rollandii är en svampart som beskrevs av Fautrey 1897. Ramularia rollandii ingår i släktet Ramularia och familjen Mycosphaerellaceae.   Inga underarter finns listade i Catalogue of Life.